# Публий Корнелий Долабелла (претор)
Публий Корнелий Долабелла (лат. Publius Cornelius Dolabella) (около 55 — после 20 года до н. э.) — римский государственный деятель, легат и претор.
Публий Корнелий Долабелла, возможно — сын Публия Корнелия Долабеллы, консула-суффекта в 44 году до н. э., и Фабии. Был женат на Квинтилии, дочери квестора 49 года Секста Квинтилия Вара, и имел от неё сына Публия Корнелия Долабеллу, консула в 10 году н. э..
В 30 году до н. э. находился в Александрии в свите Октавиана Августа; предупредил Клеопатру о том, что Октавиан Август собирается отправить её с детьми в Рим для триумфа, после чего она покончила с собой.
В 27 году до н. э. Публий Корнелий Долабелла — легат, в 25 году — претор. 